# Wakeman
Wakeman és una població dels Estats Units a l'estat d'Ohio. Segons el cens del 2000 tenia 951 habitants.

## Demografia
Segons el cens del 2000, Wakeman tenia 951 habitants, 359 habitatges, i 268 famílies. La densitat de població era de 459 habitants/km².
Dels 359 habitatges en un 39,6% hi vivien nens de menys de 18 anys, en un 60,7% hi vivien parelles casades, en un 10,6% dones solteres, i en un 25,1% no eren unitats familiars. En el 20,3% dels habitatges hi vivien persones soles el 9,7% de les quals corresponia a persones de 65 anys o més que vivien soles. El nombre mitjà de persones vivint en cada habitatge era de 2,65 i el nombre mitjà de persones que vivien en cada família era de 3,08.
Per edats la població es repartia de la següent manera: un 28,1% tenia menys de 18 anys, un 7,9% entre 18 i 24, un 30% entre 25 i 44, un 23,3% de 45 a 60 i un 10,7% 65 anys o més.
L'edat mediana era de 36 anys. Per cada 100 dones de 18 o més anys hi havia 90,5 homes.
La renda mediana per habitatge era de 50.125 $ i la renda mediana per família de 55.500 $. Els homes tenien una renda mediana de 36.458 $ mentre que les dones 24.028 $. La renda per capita de la població era de 18.559 $. Aproximadament l'1,1% de les famílies i el 3,2% de la població estaven per davall del llindar de pobresa.

## Poblacions més properes
El següent diagrama mostra les poblacions més properes.